# Копейки (Сумская область)
Копейки (укр. Копійки) — село,
Ямненский сельский совет,
Великописаревский район,
Сумская область,
Украина.
Код КОАТУУ — 5921286302. Население по переписи 2001 года составляло 43 человека.

## Географическое положение
Село Копейки находится на левом берегу реки Иваны,
выше по течению на расстоянии в 0,5 км расположено село Россоши,
ниже по течению на расстоянии в 1,5 км расположено село Спорное.
Рядом проходит автомобильная дорога Т-1705.